# Mid-size
| subclasse de | Segment D |

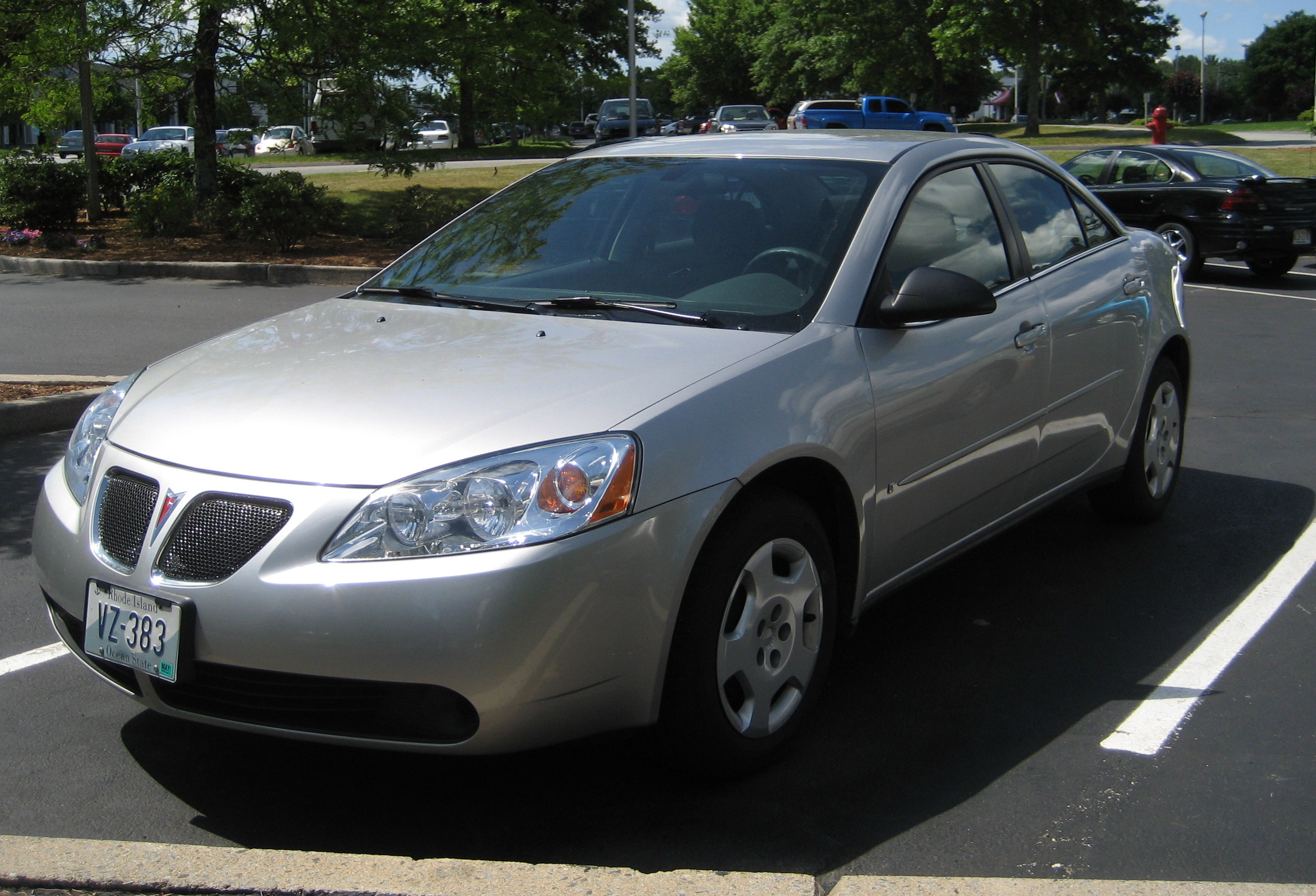
Pontiac G6, un dels mid-size més venuts als Estats Units

Un mid-size o mid size és automòbil ubicat entre els compact i els full size. El terme automobilístic és emprat a Amèrica del Nord per definir els vehicles A Europa aquests solen rebre el nom de "large family cars" o "executive cars" depenent de si són de luxe. Al Regne Unit es coneixen com a saloon cars i a Espanya com a segment D.

## Història

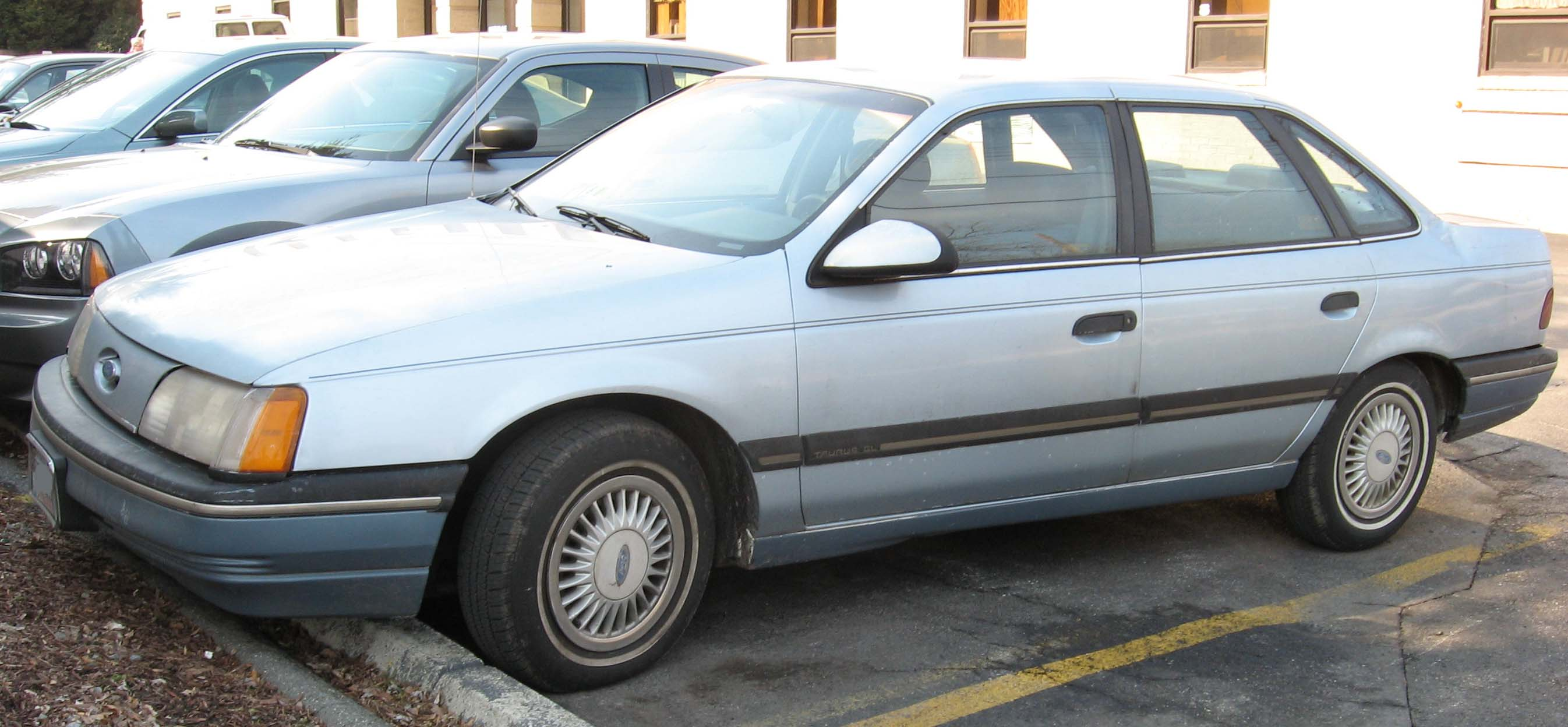
Ford Taurus del 1986-1988

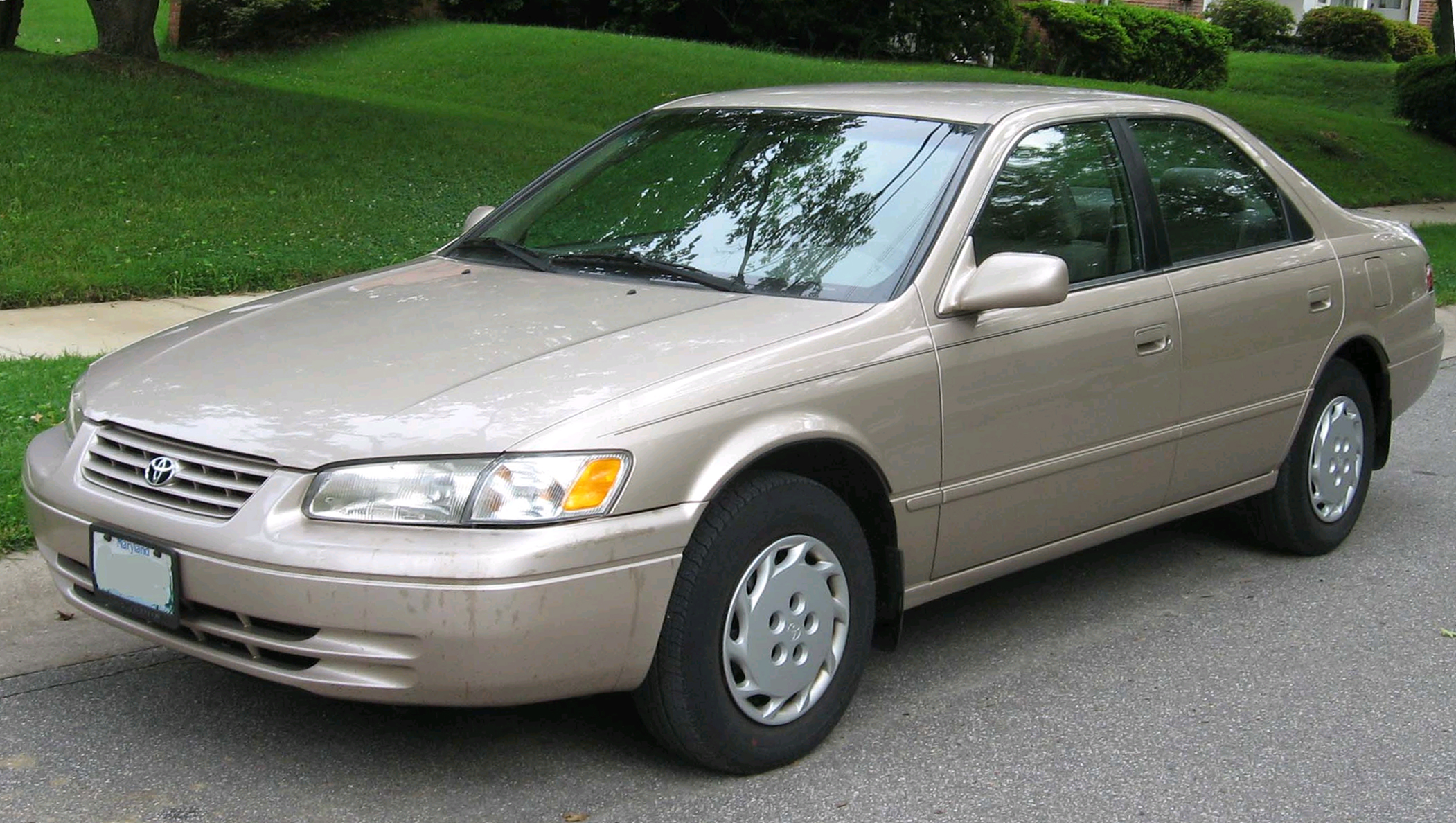
Toyota Camry del 1997-1999

L'origen d'aquesta categoria va sorgir als anys 1950 amb l'AMC Rambler Six del 1956. Posteriorment, als anys 60 aquest segment va començar a créixer, amb exemples com el Ford Fairlane o el Oldsmobile Cutlass. A finals dels anys '70, l'augment del preu del combustible i les noves regulacions federals van provocar una reducció dels vehicles (en alguns casos van desaparèixer). Les mides "oficials" de cada segment van ser introduïdes per l'Environmental Protection Agency, la qual va fixar paràmetres com l'espai de portaequipatges i de passatgers (la mida de l'habitacle interior i la del portaequipatges). El criteri era, per als mid size, un volum de 130 a 159 cu. ft. (3.68 a 4.5 m3).
General Motors va reduir de mida els seus models 2 anys abans que la resta: el Chevrolet Malibu del 1978 va escurçar la seva batalla a 108 in (2,743 m); Ford Motor Company va presentar el Fairmont per substituir el Ford Granada, un vehicle d'estil similar a un Volvo amb 105 in (2,667 m); finalment, Chrysler va presentar els K-cars.
Avui dia la major part de mid size tenen una batalla de 105 a 110 in (2.68 a 2.79 m) i un espai interior de 110 a 119 ft³ (3000 a 3300 litres) El cotxe que va definir aquesta nova categoria va ser el Ford Taurus, que era el cotxe més venut per anys fins que el Toyota Camry el va sobrepassar l'any 1997, i actualment, segueix essent el més venut.